# Hole in the Day

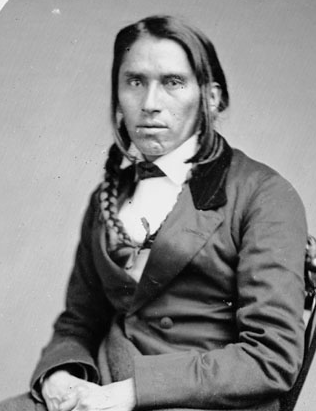
Hole in the Sky, 1858.

Chief Buegoneguig "Hole in the Day" (Minnesota, 1825 - nabij Crow Wing, Minnesota, 17 augustus 1868) was ogema, geestelijk leider, stamhoofd, van de Indiaanse stammen van de Ojibweg in de tijd dat zijn land in Minnesota als 32e staat opging in de Verenigde Staten. Zijn naam en zijn invloedrijke positie erfde hij van zijn vader, die hij in 1847 opvolgde. Ze worden onderscheiden met achtervoegsels als de Oudere en de Jongere, of I en II.
Zijn vader was een onvermoeibaar krijgsheer. Zijn grootvader was Chief Ka-ta-wa-be-da "Broken Tooth", keizer van de Sandy Lake Band van de Mississippi Ojibweg. Hijzelf moest concluderen dat de eeuwenoude semi-nomadische manier van leven van zijn volk ten einde liep. Hij trouwde met dochters van stamhoofden in lokale afdelingen om de toewijding aan zijn taak te bevestigen, maar zijn poging om twee werelden te combineren werd hem noodlottig.

## Naam
De Algonkische naam van Hole in the Day is getranslitereerd als Bug-o-na-ghe-zhisk, Bug-o-Nay-Geeshig, Po-go-nay-ke-shick, Pugona gesig en in diverse andere vormen. De woorden ki-shig betekenen zowel "dag" als "firmament". Volgens zijn biograaf Charles Eastman is Hole-in-the-Sky de juiste vertaling, maar is de foute vorm al in de tijd van zijn vader ingeburgerd bij de blanken. Andere voorkomende vertalingen zijn Rift in the Sky en Rift in the Clouds. Eastman was zelf een Sioux maar is ook een voorname bron van informatie over de laatste traditionele leiders van andere stammen. Hij vergeleek Hole in the Day senior met Napoleon om zijn strijdlust en invloed te schetsen voor zijn blanke publiek.
De eerste Bug-o-Nay-Geeshig werd zo genoemd door zijn moeder omdat zijn geboorte samenviel met het einde van een onrustige periode in haar leven. Hij won het respect van de blanke Amerikanen door zijn moed en trouw in de Oorlog van 1812, werd tot stamleider verkozen in 1825 en stierf een natuurlijke dood in 1846.

## Leider

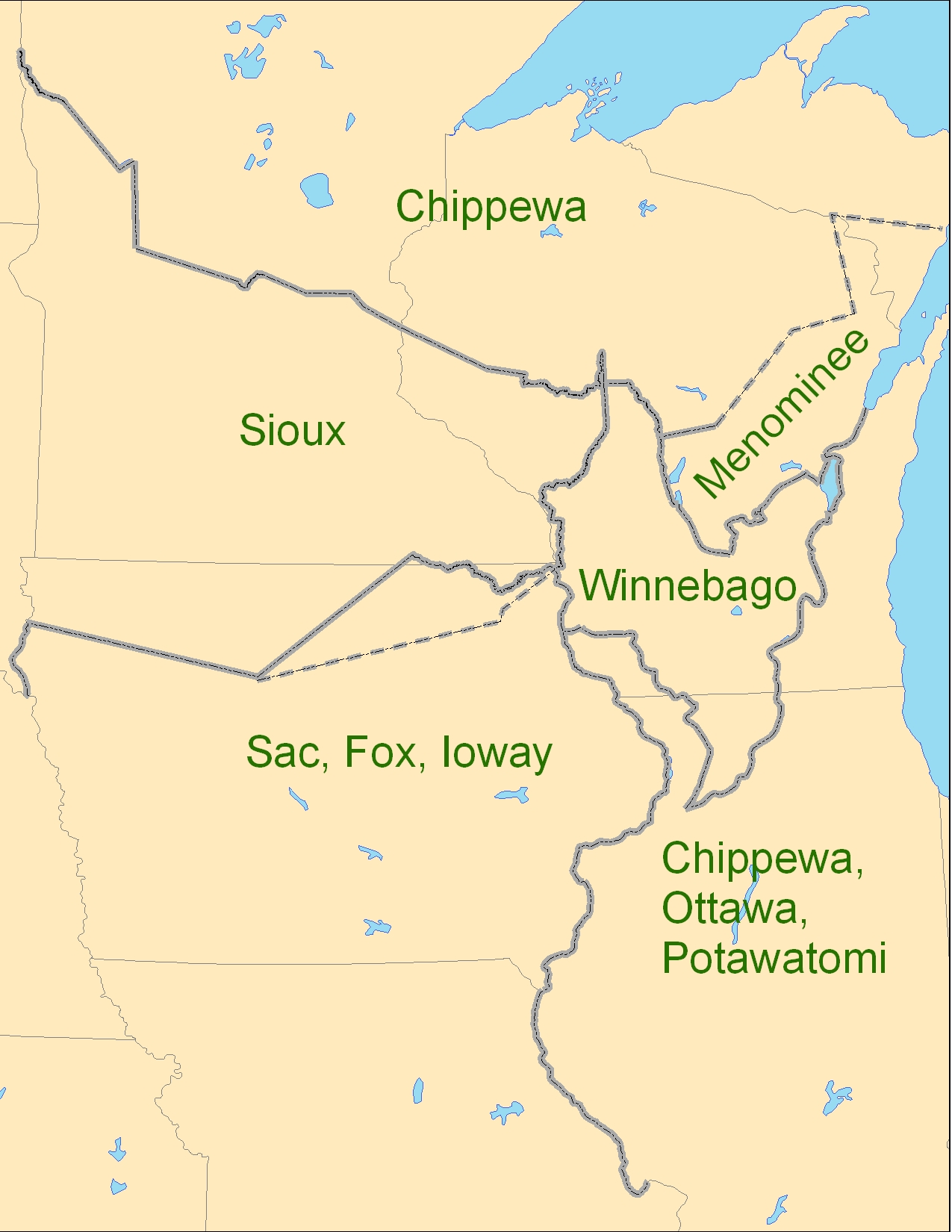
De grenzen tussen de Ojibweg, Sioux en andere stammen volgens het Verdrag van Prairie du Chien van 1825.

In tegenstelling tot de meeste andere Indianenleiders in zijn tijd was Hole in the Day II bereid om zich te verdiepen in de cultuur van de blanke nieuwkomers. Hij verstond Engels, maar leerde niet lezen. Hij omringde zich met mensen die dat wel konden en bleef zo op de hoogte van de politieke ontwikkelingen in zijn gebied. Hij kon zich uitdrukken in gebroken Engels maar bediende zich ook vaak van een tolk. Hij kleedde zich naar de laatste Europese mode, maar behield zijn lange zwarte haar en droeg vrijwel altijd een gekleurde doek over zijn schouder. Hij werd geprezen om zijn beschaving en diplomatieke gaven, die hij ook daadwerkelijk kon gebruiken omdat de strijd om de zeggenschap over het land steeds minder met pijl-en-boog werd gevoerd maar meer en meer aan de onderhandelingstafel. Waar zijn vader Chief Hole in the Day I nog op oorlogspad ging en de Dakota Sioux over de Mississippi heen de Great Western Plains injoeg, zocht Hole in the Day II naar consensus bij de oude vijanden van zijn volk om samen op te trekken tegen de groeiende invloed van Europeanen in hun wereld. Onder druk van de federale overheid sloten de Sioux en Ojibweg in 1825 een weinig oprecht eerste vredesverdrag in Prairie du Chien. In 1849 werd Minnesota ingericht als Amerikaans territorium, waarna een stroom blanke pioniers naar het gebied op gang kwam.
Hole in the Day sloot verdragen met president Abraham Lincoln in het Witte Huis op 20 februari 1863, op 7 mei 1864 en bij verschillende andere gelegenheden. Tussen 1855 en 1864 was hij een bekende verschijning in Washington en in Saint Paul, de hoofdstad van Minnesota. Bij de onderhandelingen wist hij vaak land en jaarlijkse betalingen te regelen voor zijn eigen clan. Hij vergaarde zoveel rijkdom dat hij een advocaat uit Saint Paul kon inhuren om zijn zakelijke belangen te behartigen. Eastman schrijft:
the mantle fell gracefully upon his shoulders, and he wore it during a short but eventful term of chieftainship. It was his to see the end of the original democracy on this continent. The clouds were fast thickening on the eastern horizon. The day of individualism and equity between man and man must yield to the terrific forces of civilization, the mass play of materialism, the cupidity of commerce with its twin brother politics. Under such conditions the younger Hole-in-the-Day undertook to guide his tribesmen. At first they were inclined to doubt the wisdom of so young a leader, but he soon proved a ready student of his people's traditions, and yet, like Spotted Tail and Little Crow, he adopted too willingly the white man's politics. He maintained the territory won from the Sioux by his predecessors. He negotiated treaties with the ability of a born diplomat, with one exception, and that exception cost him his life
de mantel viel gracieus over zijn schouders, en hij droeg die gedurende een korte maar enerverende termijn als stamhoofd. Het was aan hem om getuige te zijn van het einde van de oorspronkelijke democratie op dit continent. De wolken trokken snel samen boven de oostelijke horizon. De dagen van individualisme en gelijkheid tussen man en man wijken voor de geweldige krachten van de beschaving, het massale spel van het materialisme, de hebzucht van de handel en zijn tweelingbroer de politiek. Onder deze omstandigheden nam Hole-in-the-Day de begeleiding van zijn stamgenoten op zich. In eerste instantie twijfelden ze aan de wijsheid van een zo jonge leider, maar hij bleek al snel een schrandere leerling van de tradities van zijn volk, en toch, net als Spotted Tail en Little Crow, nam hij al te gemakkelijk de manieren van de blanken over. Hij behield het territorium dat door zijn voorgangers op de Sioux veroverd was. Hij onderhandelde over verdragen met de vaardigheden van een geboren diplomaat, met één uitzondering, en die kostte hem zijn leven.
Zijn geld en de sympathie die hij bij de blanken genoot, maakten veel indianen achterdochtig over zijn ware motieven. Ondanks zijn populariteit en de vrede die hij bereikte tussen de volken, had hij ook belangrijke vijanden. Op 17 augustus 1868 werd hij door mensen van zijn eigen stam in een hinderlaag gelokt en gedood.
Bij zijn diverse vrouwen kreeg hij vele kinderen, die geen van allen het leiderschap van hun voorvaders evenaarden. Zijn nazaat Clifford Skinaway (1940-1994) werd erkend als Hole in the Day VII door lokale bestuurders en andere claimanten binnen en buiten Sandy Lake, maar zijn levenslange strijd om iets van de oude soevereiniteit te herstellen was vruchteloos.

## Graf
De graven van Hole in the Day I en Hole in the Day II liggen op een hoge heuvel ongeveer 3 km ten noordwesten van Little Falls, een Mississippistadje in Minnesota. Ze liggen gericht op het zuidoosten, opdat ze hun oude vijanden de Sioux in de gaten kunnen houden. Andere bebouwing op de heuvel is taboe.

## In de cultuur
Het openingsnummer van het album Sabotage van Black Sabbath uit 1975 heet Hole in the Sky. Het werd gecoverd door Pantera in 2000, Machine Head in 2003 en Metallica in 2006. Een ander lied met dezelfde titel is het eerste nummer op het eerste studioalbum uit 2000 van de Duitse band RPWL. Het populaire metal muziekfestival Hole in the Sky dat sinds 1999 jaarlijks in Bergen in Noorwegen wordt gehouden, is vernoemd naar het lied van Black Sabbath. Kritiek op de Vietnamoorlog, de uitzichtloosheid van het gevangenisleven en zorgen over het milieu zijn de meestgenoemde interpretaties, maar een verwijzing naar het lot van de oorspronkelijke bewoners van Amerika is allerminst uitgesloten:
I 've watched the dogs of war enjoying their feast
I 've seen the western world go down in the east
The food of love became the greed of our time
But now I 'm living on the profits of crime
Johnny, Kick A Hole In The Sky is een nummer uit 1989 van de Red Hot Chili Peppers, geschreven door de zanger van de band Anthony Kiedis, wiens grootmoeder Mohicaanse was. De tekst laat in het midden wie Johnny is maar windt er verder geen doekjes om:
I 'm a native of this place
Please don't kick me in my face
My race has been disgraced
- Gemeinsame Normdatei: 143554190
- International Standard Name Identifier: 0000 0001 1461 0422
- Library of Congress Control Number: n85319644
- Virtual International Authority File: 48222189
- WorldCat: E39PBJqk7fgHpjQdFbx6RBGWDq